# Eleição municipal de Campo Grande em 1982
A eleição municipal da cidade brasileira de Campo Grande no ano de 1982 ocorreu no dia 15 de novembro sob um calendário que previa eleições gerais em 23 estados brasileiros e nos territórios federais do Amapá e Roraima. Foram adotados mecanismos como o voto vinculado, a sublegenda e a proibição de coligações num pleito sem segundo turno para cargos executivos e no qual eleitores baseados no Distrito Federal tiveram os votos remetidos ao Mato Grosso do Sul através de urnas especiais pela última vez na história.
Para a administração da cidade, foram eleitos 21 vereadores. Na ocasião, Campo Grande foi considerada área de segurança nacional e caberia ao chefe do Executivo estadual eleito nomear o próximo prefeito. No mesmo pleito, os eleitores também escolheram o governador de Mato Grosso do Sul e o vice-governador, um senador, oito deputados federais e 24 deputados estaduais.

## Resultado

### Vereadores
O ícone  indica os que foram reeleitos.
| Candidato(a)            | Partido | Votação                 |      |       |
| ----------------------- | ------- | ----------------------- | ---- | ----- |
| Candidato(a)            | Partido | Francisco Giordano Neto | PMDB | 7.255 |
| Nelly Bacha             | PMDB    | 4.536                   |      |       |
| Marcelo Barbosa Martins | PMDB    | 4.473                   |      |       |
| Waldemir Moka           | PMDB    | 2.830                   |      |       |
| Moacir Scandola         | PMDB    | 2.628                   |      |       |
| Marilene Coimbra        | PDS     | 2.518                   |      |       |
| Francisco Matogrosso    | PMDB    | 2.275                   |      |       |
| Francisco Maia          | PMDB    | 2.133                   |      |       |
| Américo Nicolatti       | PMDB    | 1.864                   |      |       |
| Manoel Lacerda          | PMDB    | 1.805                   |      |       |
| Juvêncio da Fonseca     | PMDB    | 1.663                   |      |       |
| Jairo Fountoura         | PMDB    | 1.536                   |      |       |
| Antônio Parron Aranda   | PMDB    | 1.476                   |      |       |
| Marco Aurélio Bertoni   | PMDB    | 1.473                   |      |       |
| Wilson Oshiro           | PMDB    | 1.471                   |      |       |
| Tetsuo Arashiro         | PDS     | 1.301                   |      |       |
| Antônio Pereira         | PDS     | 1.098                   |      |       |
| Victor Cabrera          | PDS     | 1.084                   |      |       |
| Ramão Achucarro         | PDS     | 1.045                   |      |       |
| Leon Denizart Conte     | PDS     | 1.014                   |      |       |
| Antônio Braga           | PDS     | 878                     |      |       |